# Shem Kororia
Shem Kororia (Kenia, 25 de septiembre de 1972) es un atleta keniano, especializado en la prueba de 5000 m en la que llegó a ser medallista de bronce mundial en 1995.

## Carrera deportiva
En el Mundial de Gotemburgo 1995 ganó la medalla de bronce en los 5000 metros, con un tiempo de 13:17.59 segundos llegando a la meta tras su compatriota Ismael Kirui y el marroquí Khalid Bouhlami (plata).